# Iriona
Iriona – gmina (municipio) w północnym Hondurasie, w departamencie Colón. W 2010 roku zamieszkana była przez ok. 21,6 tys. mieszkańców. Siedzibą administracyjną jest Iriona.

## Położenie
Gmina położona jest we wschodniej części departamentu, nad Morzem Karaibskim. Graniczy z 6 gminami:
- Limón od północnego zachodu,
- Bonito Oriental od zachodu,
- San Estaban od południowego zachodu,
- Dulce Nombre de Culmí od południa,
- Brus Laguna i Juan Francisco Bulnes od wschodu.

## Demografia
Według danych honduraskiego Narodowego Instytutu Statystycznego na rok 2010 struktura wiekowa i płciowa ludności w gminie przedstawiała się następująco:
| Wiek      | 0–3   | 4–6   | 7–12  | 13–17 | 18–24 | 25–64 | 65+ | razem  |
| Iriona    | 2 756 | 1 900 | 3 697 | 2 871 | 2 715 | 6 716 | 896 | 21 550 |
| Mężczyźni | 1 845 | 1 211 | 2 443 | 1 719 | 1 835 | 4 402 | 528 | 13 983 |
| Kobiety   | 910   | 689   | 1 254 | 1 152 | 880   | 2 314 | 368 | 7 567  |